# اکروم
اکروم (به عربی: أکروم) یک منطقهٔ مسکونی در لبنان است که در شهرستان عکار واقع شده‌است. اکروم ۸٬۸۱۴ کیلومتر مربع مساحت و ۱٬۵۱۸ نفر جمعیت دارد و ۸۸۰ متر بالاتر از سطح دریا واقع شده‌است.